# Крайні точки Землі
В цій статті наведені крайні точки Землі, тобто точки, які найвіддаленіші на північ чи південь, найвищі або найнижчі, або найдальші вглиб на суші від моря чи на морі від суші, інші точки на суходолі, материках або країнах.

## Широта та довгота
- Найпівнічніша точка Землі — це географічний Північний полюс, у Північному Льодовитому океані.
- Найпівнічніша точка суходолу — це острів Кафеклуббен, на північ від Гренландії (83°40′ пн. ш. 29°50′ зх. д. / 83.667° пн. ш. 29.833° зх. д.), недалеко на північ від мису Морріс Джесуп, Гренландія (83°38′ пн. ш. 32°40′ зх. д. / 83.633° пн. ш. 32.667° зх. д.). Далі на північ розташовані різні рухливі гравійні мілини, найвідоміша з яких — Оодаак.
- Найпівденніша точка Землі та найпівденніша точка суходолу — географічний Південний полюс, на материку Антарктида.
- Найпівденніша точка не на суходолі розташована в безіменний затоці шельфового льодовика Ронне-Фільхнера біля берегів Антарктики (83° пд. ш. 59° зх. д. / 83° пд. ш. 59° зх. д.) бл. 100 км на південь від острова Беркнер, найпівденнішого острова світу.
- Найзахідніша та найсхідніша точки світу, визначені на основі звичайної практики використання широти, можуть бути будь-де вздовж 180-го меридіану в Сибіру (включно з островом Врангеля), Антарктиці, або трьох островах Фіджі, які перетинає 180-й меридіан (східний півострів острова Вануа Леву, середину острова Тавеуні та західну частину острова Рамбі).
- Найзахідніша точка суходолу, відповідно до шляху Міжнародної лінії зміни дат, — острів Атту, Аляска.
- Найсхідніша точка суходолу, відповідно до шляху Міжнародної лінії зміни дат, — острів Кароліни, Кірибаті[1].

## Висота

### Найвища точка

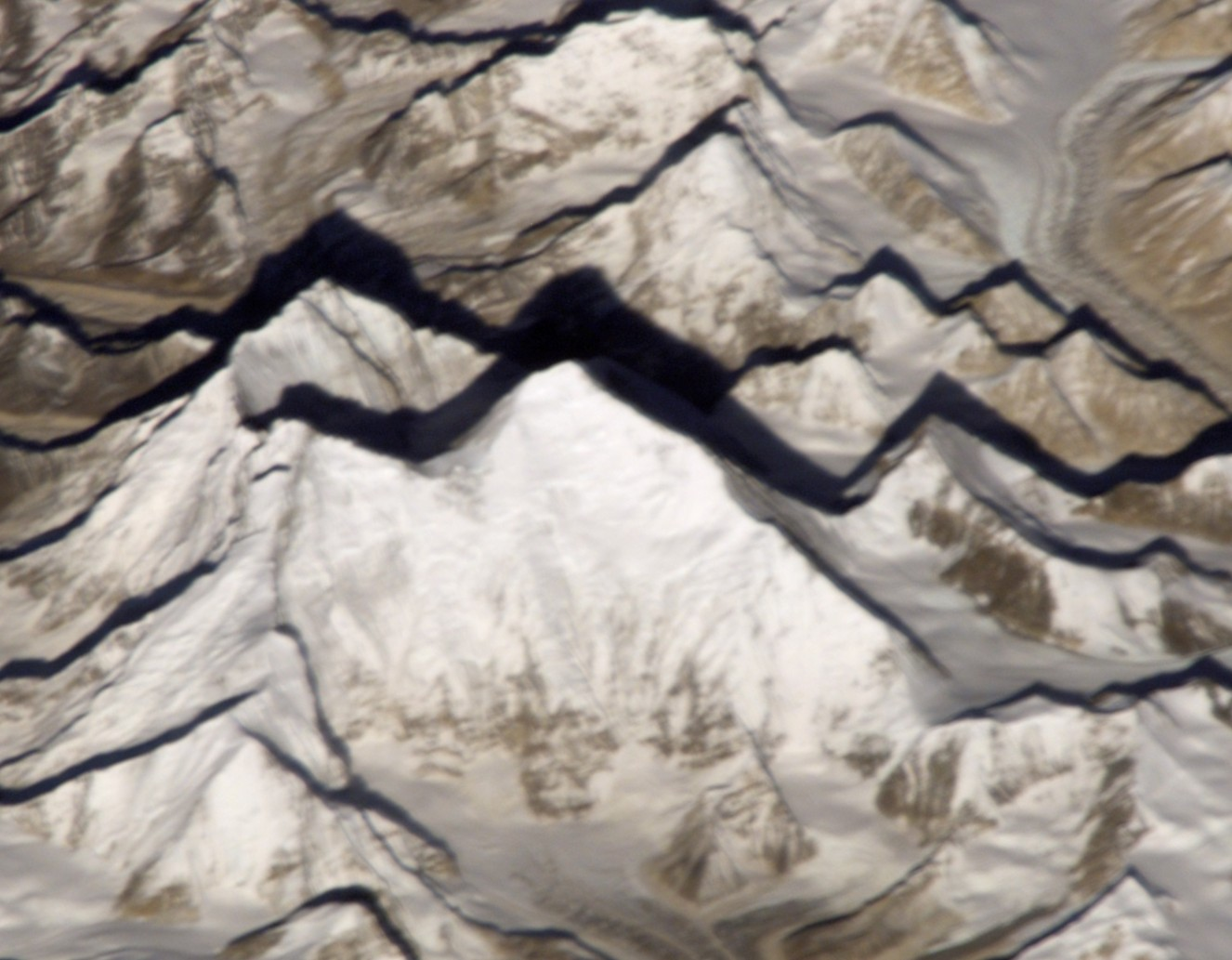
Еверест з космосу

- Найвища точка, виміряна від рівня моря, — це вершина Евересту, на кордоні Непалу та Китаю. Хоча дані щодо висоти Евересту дещо різняться, висота від рівня моря як правило вказується 8 848 м.н.м.
- Точка, найдальша від центру Землі — це вершина Чимборасо, в Еквадорі, 6 268 м.н.м. Причиною цього є те, що Земля є стиснутим сфероїдом, а не сферою. Стиснутий сфероїд дуже схожий на сферу, однак ширший на екваторі та вужчий між полюсами. Це означає, що Чимборасо, яка майже на екваторі, розташована далі від центру Землі, ніж її найвища вершина Еверест. Вершина Евересту на 2 168 метри ближче до центру Землі (відстань 6382,3 км), ніж Чимборасо. Перуанська вершина Гуаскаран змагається з Чимборасо за титул найдальшої від центру точки, оскільки різниця у вимірах між ними складає лише 23 метри.

### Найнижча точка (штучна)
- Найнижча точка під землею, коли-небудь досягнута, — Кольська надглибока свердловина (12 266 метрів на СГ-3).
- Найнижча точка під землею, де може перебувати людина — це 3,9 км[2] нижче поверхні на золотодобувній шахті Таутона, Карлетонвілль, Південна Африка.
- Найнижчою штучною точкою просто неба (від рівня моря) може бути кар'єр Хамбах, Німеччина, 293 метри нижче рівня моря.
- Найнижчою штучною точкою просто неба (від рівня поверхні) може бути кар'єр «Бінгем-Каньйон», Солт-Лейк-Сіті, США, 1 200 метрів нижче поверхні.
- Найнижча точка під водою — це нафтогазова свердловина глибиною 10 680 метрів (від підводної верхівки свердловини (обладнання)), яка була пробурена на нафтовому родовищі Тайбер, Мексиканська затока. Верхівка свердловини розташована на глибині 1 259 метрів під водою, що дає загальну глибину 11 939 метрів від поверхні моря.[3]28°44′12″ пн. ш. 88°23′13″ зх. д. / 28.736667° пн. ш. 88.386944° зх. д.

### Найнижча точка (природна)
- Найнижчою відомою точкою є Безодня Челленджера, на дні Маріанського жолобу: глибина 10 898 — 10 916 метрів нижче рівня моря.[4] Всього три людини побували на дні безодні: Жак Пікар та Дон Волш в 1960 році на борту батискафа Трієст та Джеймс Камерон в 2012 році на борту Deepsea Challenger.
- Найнижча точка під землею розташована на глибині більше 2000 метрів від поверхні. Наприклад, різниця у висоті між входом та найнижчою дослідженою точкою печери Крубера (Воронячої) 2 191+/-20 метрів. В 2012 році український спелеолог Геннадій Самохін досяг найнижчої на сьогодні точки, побивши світовий рекорд.[5]
- Найнижча точка на суходолі, не покрита водою — долина під льодовиком Берд, яка розташована на глибині до 2 780 метрів нижче рівня моря, однак покрита товстим шаром льоду.
- Найнижча точка на суходолі — на берегах Мертвого моря, поділеного між Ізраїлем, Палестиною та Йорданією (418 метрів нижче рівня моря).
- Точка, найближча до центру Землі (~ 6 353 км) ймовірно розташована на дні Північного Льодовитого океану (найглибша його точка — 5 450 метрів нижче рівня моря) біля географічного Північного полюсу (дно Маріанського жолобу бл. 6 370 км від центру Землі). Інші можливі претенденти можуть бути у північній Атлантиці чи північному Тихому океані або на дні континентального шельфу Антарктики.

### Найвищі точки, доступні транспортом

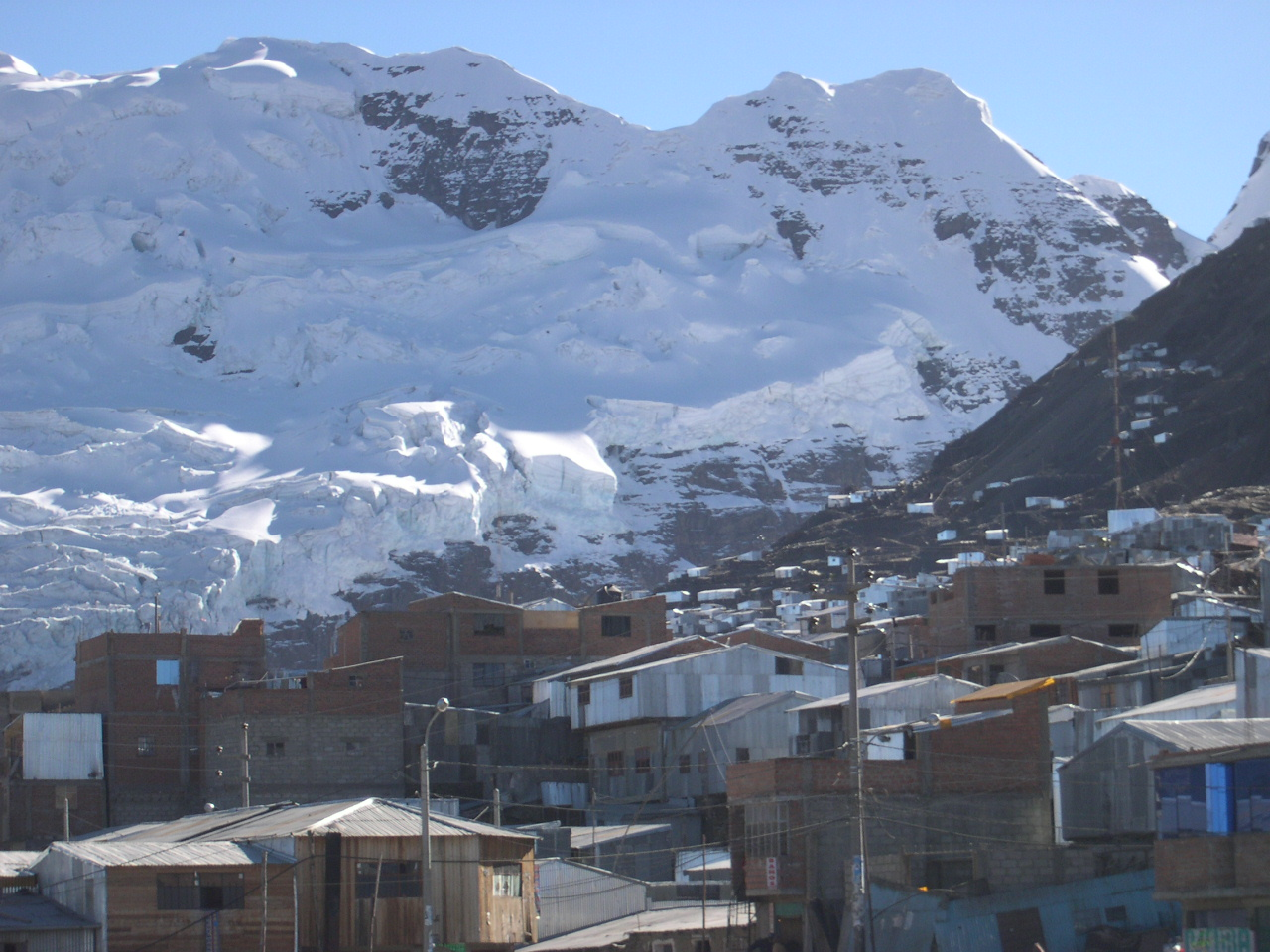
Ла-Ринконада, Перу

- Дорога (тупик): Ауканкілча, Чилі, 6 176 м.н.м., дорога до кар'єру на вершині вулкана; раніше по ній їздили 20-тонні кар'єрні самоскиди.[6] Дорога більше не використовується. 21°12′50″ пд. ш. 68°28′30″ зх. д. / 21.214° пд. ш. 68.475° зх. д.
- Дорога (гірський перевал): перевал Мана на кордоні Індія-Тибет може похвалитися хорошою військовою дорогою, побудованою в 2005–2010 роках, яка сягає 5 610 м.н.м. на 250 метрів на захід від нижчої точки перевалу (5 545 м.н.м.). Перевали Семо Ла в Тибеті (5 565 м.н.м.) або Марсімік Ла в Індії (5 582 м.н.м.) також сперечаються за титул найвищої дороги, доступної транспортом, в залежності від визначення «доступна транспортом». Слід зазначити, що в цьому районі Гімалаїв і Тибету можуть бути і вищі перевали, доступні для моторного транспорту, про які невідомо через обмежений доступ до Тибету та брак інформації.
- Дорога (асфальтована): Перевал Тікліо, на Центральній Дорозі Перу, 4 818 м.н.м.
- Залізниця: Перевал Тангла, 5072 м.н.м, в горах Тангла, Цінхай/Тибет, Китай, розташований на Цінхай-Тибетській залізниці. Станція Тангла при цьому є найвищою залізничною станцією світу (5 068 м.н.м.). До будівництва цієї залізниці найвища залізниця пролягала між містами Ліма та Уанкайо в Перу, з висотою 4 829 м.н.м. на перевалі Тікліо.[7]
- Точка, доступна морським транспортом: Вайтгорс, Юкон — це найвища точка, яка може бути досягнута морським транспортом (640 м.н.м.), однак на цей час ні пасажирський, ні вантажний транспорт туди з моря не заходять.[8] Канал Рейн-Майн-Дунай на ділянці між шлюзами у Гільпольтштайн та Баххаузен в Баварії, Німеччина, є найвищою точкою (406 м.н.м.), яка використовується морським транспортом.
- Цивільний аеропорт: аеропорт Даочен-Ядін, Сичуань, Китай, 4411 м.н.м.[9] Якщо буде побудовано планований аеропорт Наку Дагрін в Тибеті, він стане найвищим (4 436 м.н.м.).
- Вертолітна смуга: Сонам, льодовик Сіачен, Індія на висоті 6 400 м.н.м..[10]
- Постійне поселення: Ла-Ринконада (5 100 м.н.м.) в Андах, Перу. Розташоване біля золотодобувного кар'єру, не має власної системи водопостачання та водовідведення

### Найнижча точка, доступна транспортом

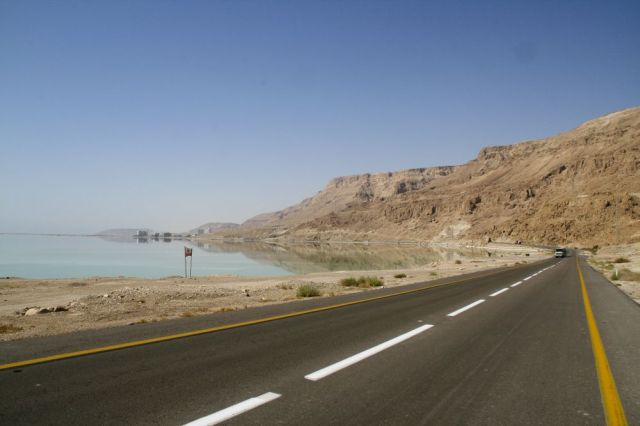
Мертве море

- Автодорога: За виключенням доріг у кар'єрах та шахтах, найнижчими є дороги біля Мертвого моря, в Ізраїлі та Йорданії, 418 метрів нижче рівня моря. Найглибшим підводним автодорожнім тунелем є Ейксундський тунель, Норвегія, 287 метрів нижче рівня моря.
- Аеродром: Аеродром Бар-Йехуда (MTZ), біля Масада, Ізраїль, 378 метрів нижче рівня моря.
- Цивільний аеропорт: аеропорт Атирау (GUW), біля міста Атирау, Казахстан, 22 метри нижче рівня моря.
- Залізнична колія: за виключенням колій у золотодобувних шахтах у Південній Африці, які можуть бути декілька тисяч метрів нижче поверхні, найглибша залізниця світу розташована у японському Сейканському тунелі, 240 нижче рівня моря. Для порівняння, Євротунель між містами Фолкстон, Англія, та Кокель, Франція, сягає глибини 75 метрів. Найнижча станція — Йошіока-Кайтей, 150 метрів нижче рівня моря (з 2014 року на ній зупинок не має, слугує резервною станцією для евакуації з тунелю). За межами тунелів, найнижча колія — 71 метрів нижче рівня моря, на лінії між Юмою, Аризона, та Палм-Спрінгз, Каліфорнія, США.[7]

### Найвищі географічні об'єкти
- Озеро: Безіменне озеро в кратері вулкана Охос-дель-Саладо (який сам є найвищим вулканом світу) на висоті 6 390 м.н.м.,[11] на кордоні Чилі та Аргентини (озеро — на аргентинській стороні). Іншим кандидатом є Басейн Лхагба на північно-східних схилах Евересту, Тибет, Китай на висоті 6 368 м.н.м..[12]
- Озеро з навігацією: Тітікака, Анди на кордоні між Перу та Болівією, висота дзеркала води 3 812 м.н.м.
- Льодовик: Льодовик Хумбу на південно-західних схилах Евересту в Непалі, починається на західній стороні гори Лхоцзе на висоті 7 600-8 000 м.н.м. та закінчується на висоті бл.4 600 м.н.м..[13]
- Річка: Одним з багатьох варіантів є Атінг Хо, яка впадає в Аонг Цо, велике озеро в Тибеті, Китай, та має витік на висоті бл. 6 100 м.н.м. (32°49′30″ пн. ш. 81°03′45″ сх. д. / 32.82500° пн. ш. 81.06250° сх. д.). Великою високогірною річкою є річка Ярлунг Цангпо (верхня течія річки Брахмапутра) в Тибеті, Китай, чиє основне джерело — річка Макуан має витік на висоті 6020 м.н.м. (30°48′59″ пн. ш. 82°42′45″ сх. д. / 30.81639° пн. ш. 82.71250° сх. д.).[14] (Річка Брахмапутра при прориві через гори має також найбільший в світі каньйон). Вище цих висот річки відсутні, оскільки температури майже завжди нижче температури замерзання води.
- Острів: На озері Орба Ко, розташованому на висоті 5 209 м.н.м. в Тибеті, Китай, є декілька острівців.[15]

## Віддаленість

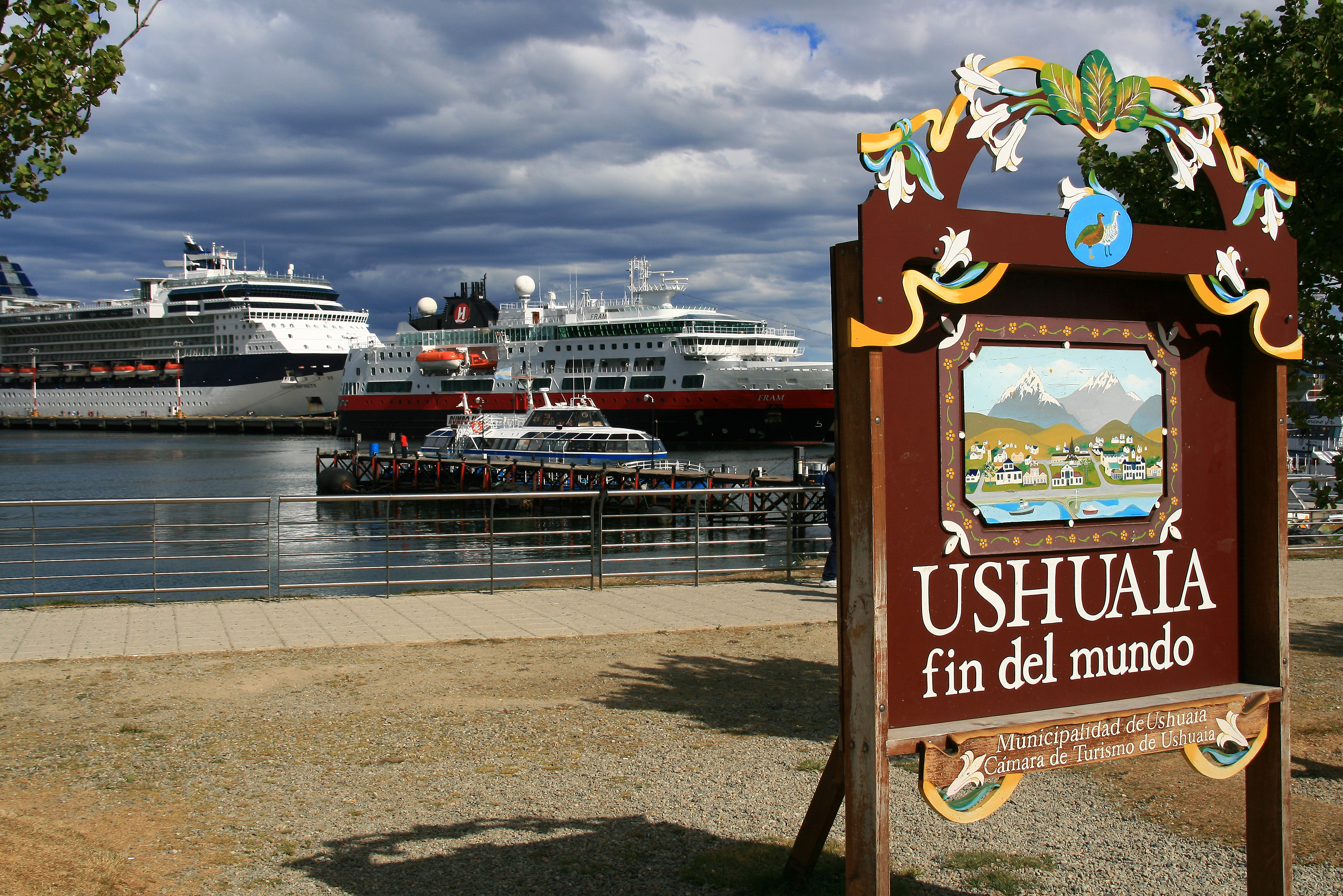
Ушуая - столиця аргентинської провінції Терра-дель-Фуего та найпівденніше місто світу.

Кожен материк має власний континентальний полюс недосяжності, що визначається як місце на континенті, найвіддаленіше від будь-якого океану. З цих континентальних полюсів, найвіддаленіший — Євразійський полюс недосяжності (ЄПН) (46°17′ пн. ш. 86°40′ сх. д. / 46.283° пн. ш. 86.667° сх. д.), розташований у в Сіньцзян-Уйгурському автономному районі Китаю, в пустелі Дзосотин-Елісун неподалік від кордону з Казахстаном. Згідно з розрахунками відстань до найближчого морського берега — 2 645 км. Найближче поселення до ЄПН — Сулук (46°15′ пн. ш. 86°50′ сх. д. / 46.250° пн. ш. 86.833° сх. д.), бл. 11 км на схід.
Проте, попередні розрахунки координат полюсу не враховують Обську губу як частину океану і нещодавні дослідження пропонують дві інших точки як такі, що розташовані на найбільшій відстані від океану: ЄПН1 44°17′ пн. ш. 82°11′ сх. д. / 44.29° пн. ш. 82.19° сх. д. та ЄПН2 45°17′ пн. ш. 88°08′ сх. д. / 45.28° пн. ш. 88.14° сх. д., розташовані, відповідно, на відстані 2510±10 км та 2514±7 км від океану.
Якщо ці виміри будуть прийняті, до ЄПН стане на бл. 130 км ближче до океану, ніж раніше.
Випадково новий ЄПН та найвіддаленіший з океанічних полюсів недосяжності (а саме, точка у південному Тихому океані, найдальша від суходолу) віддалені маже однаково; ЄПН1 менше ніж на 200 км ближче до океану, ніж океанічний полюс недосяжності — від суходолу.
- Полюси недосяжності інших континентів:
  - Африка: 5°39′ пн. ш. 26°10′ сх. д. / 5.65° пн. ш. 26.17° сх. д.,[17] на відстані 1814 км від узбережжя, неподалік від потрійного стику кордонів Центральноафриканської республіки, Південного Судану та Демократичної республіки Конго, поблизу міста Обо, Центральноафриканська республіка.
  - Австралія: або 23°2′ пд. ш. 132°10′ сх. д. / 23.033° пд. ш. 132.167° сх. д.,[18] або 23°10′ пд. ш. 132°16′ сх. д. / 23.17° пд. ш. 132.27° сх. д..,[17] біля Аліс-Спрингс, Північна територія;
  - Північна Америка: 43°22′ пн. ш. 101°58′ зх. д. / 43.36° пн. ш. 101.97° зх. д.,[17] між містами Кайл та Аллен, Південна Дакота, США;
  - Південна Америка: 14°03′ пд. ш. 56°51′ зх. д. / 14.05° пд. ш. 56.85° зх. д.,[17] біля міста Аренаполіс, штат Мату-Гросу, Бразилія;
- Тихоокеанський полюс недосяжності (інша назва — точка Немо), точка в океані, найдальша від суходолу, розташований в південному Тихому океані (48°52.6′ пд. ш. 123°23.6′ зх. д. / 48.8767° пд. ш. 123.3933° зх. д.), що бл. 2 688 км від найближчої суші (рівновіддалена від атолу Дюсі в архіпелазі Піткерн на північ, острова Махер біля острова Сайпл біля Землі Мері Берд, Антарктика, на південь та острова Моту-Нуї біля острова Пасхи на північний схід). Вона лежить всередині території площею 22 405 411 км², більшої за колишній СРСР.
- Найвіддаленіший острів — Буве, маленький незаселений норвезький острів в південній Атлантиці (54°26′ пд. ш. 3°24′ сх. д. / 54.433° пд. ш. 3.400° сх. д.). Найближчий суходіл до нього — ненаселена Земля Королеви Мод, Антарктика, за 1600 км на південь. Найближчі населені землі — архіпелаг Тристан-да-Кунья, 2 260 км та мис Доброї Надії в Південній Африці — за 2580 км на північний схід
- Найвіддаленіший архіпелаг — Тристан-да-Кунья в південній Атлантиці, 2 434 км від острова Святої Єлени, 2 816 км від ПАР та 3 360від Південної Америки. Якщо вважати острів Гоф, розташований на відстані 399 км від основного острову, частиною цього архіпелагу, то найближчою сушею від нього буде острів Буве (1 845 км). З населенням бл. 270 людей, основний острів Тристан-да-Кунья є також найвіддаленішим населеним островом світу.
- Найвіддаленіше місто з населенням понад 1 млн. — Окленд (Нова Зеландія). Найближчі міста схожого або більшого розміру — Сідней, Австралія (2 168,9 км).[19] та Перт, Австралія (2 130 км). Найближче місто з населенням не менше мільйона — Аделаїда, Австралія.
- Найвіддаленіше місто з населенням понад 500 тис. — Гонолулу, США. Найближче місто схожого або більшого розміру — Сан-Франциско, США (3 841 км).
- Найвіддаленіший аеропорт від інших аеропортів — аеропорт Матавері (IPC) на острові Пасхи, який має одну смугу для військового та цивільного використання. Він розташований на відстані 3 759 км від аеропорту Сантьяго (SCL), до якого є регулярні рейси, та 2 603 км від аеропорту Мангарева (GMR) на островах Гамб'є, Французька Полінезія, до якого регулярні рейси не здійснювались. Для порівняння, аеропорт на полярній станції Амундсена-Скотта (NZSP) не дуже віддалений, оскільки він лише 1 355 км від аеродрому Вільямс Філд (NZWD) біля острову Росса.[20]
- Найвіддаленіша столиця світу (найдовша відстань від столиці однієї країни до столиці найближчої до неї країни) — одночасно і Веллінгтон, Нова Зеландія, і Канберра, Австралія, які розташовані на відстані 2 326 км одна від одної. У майбутньому, Канберра може перестати бути такою столицею, оскільки вона лише в 2 217 км від Нумеа,[21] столиці острову Нова Каледонія, заморської території Франції, де у найближчі чотири роки має відбутися референдум щодо незалежності від Франції.[22]

## Центр
Оскільки Земля є сфероїдом, її центр (ядро) лежить в тисячах кілометрів під її корою. На поверхні, точка 0°, 0°, розташована в Атлантичному океані приблизно в 614 км на південь від міста Аккра, Гана, в Гвінейській затоці, на перехресті екватору та нульового меридіану, є «центром» стандартної географічної моделі, як на мапах — однак такий вибір довготи культурно та історично залежний. Центр населення, точка, до якої найкоротший середній шлях для всіх людей світу, може вважатися центром світу і розташована вона на півночі Індійського субконтиненту, однак її точне місце знаходження визначалось лише з точністю до декількох сотень кілометрів через питання масштабу карт та населення (чим дрібніший масштаб, тим точніші розрахунки. Крім того, через зміни населення по регіонах, точка постійно зміщується.

## Вздовж постійної широти (відстань схід-захід)
- Найбільша безперервна відстань по суходолу:
  - 10 726 км по 48°24'53N: Франція (4°47'44W), Центральна Європа, Україна, Росія, Казахстан, Монголія, Китай (140°6'3E).
- Найбільша безперервна відстань по морю (між континентами):
  - 15 409 км по 18°39'12N: Китай (Хайнань) (110°15'9E), Тихий океан, Мексика (103°42'6W).
- Найбільша безперервна широта по суходолу (включно з вічним льодовиковим шельфом):
  - 7 958 км по 78°35S: мінімальна довжина шельфового льодовика Росса, Антарктика (змінюється).
- Найбільша безперервна широта по морю:
  - 22 471 км по 55°59S: південніше мису Горн, Південна Америка.
  - 4 435 км по 83°40N: на північ від острова Кафеклуббен, Гренландія (найдовша у північній півкулі).

## Вздовж постійної довготи (відстань північ-південь)
- Найдовша безперервна відстань по суходолу:

1. 7 590 км по 99°1'30E: Росія (76°13'6N), Монголія, Китай, М'янма, Таїланд (7°53'24N).
2. 7 417 км по 20°12E: Лівія (32°19N), Чад, Центральна Африка, Демократична республіка Конго, Ангола, Намібія, Ботсвана, Південна Африка (34°41'30S). (Найдовший в Африці).
3. 7 098 км по 70°2W: Венесуела (11°30'30N), Колумбія, Бразилія, Перу, Чилі, Аргентина (52°33'30S). (Найдовша в Південній Америці).
4. 5 813 км по 97°52'30W: Канада (68°21N), США, Мексика (16°1N). (Найдовша у Північній Америці).

- Найдовший меридіан по суходолу. Досі не визначений. Має бути розташований близько 22°E, який є найдовшим сукупним суходільним меридіаном, що перетинає 13 035 км суші, що становить більше 65% довжини меридіану. Примітка: суходільний меридіан, що перетинає Велику Піраміду Гізи (31°08'3.69"E), на 855 км коротше.
- Сім найдовших сукупних суходільних меридіанів:

1. 13 035 км по 22°E: Європа (3 370 км), Африка (7 458 км), Антарктика (2 207 км).
2. 12 953 км по 23°E: Європа (3 325 км), Африка (7 415 км), Антарктика (2 214 км).
3. 12 943 км по 27°E: Європа (3 254 км), Азія (246 км), Африка (7 223 км), Антарктика (2221 км).
4. 12 875 км по 25°E: Європа (3 344 км), Африка (7 327 км), Антарктика (2 204 км).
5. 12 858 км по 26°E: Європа (3 404 км), Африка (7 258 км), Антарктика (2 196 км).
6. 12 794 км по 24°E: Європа (3 263 км), Африка (7 346 км), Антарктика (2 185 км).
7. 12 778 км по 28°E: Європа (3 039 км), Азія (388 км), Африка (7 117 км), Антарктика (2 233 км).

- Найдовша безперервна відстань по морю:

1. 15 986 км по 34°45'45W: східна Гренландія (66°23'45N), Атлантичний океан, Антарктика (Шельфовий льодовик Фільхнера) (77°37S).
2. 15 883 км по 172°8'30W: Росія (64°45N), Тихий океан, Антарктика (Шельфовий льодовик Росса) (78°20S). (Найдовша у Тихому океані).

## Вздовж будь-якого великого кола
- Найдовша безперервна відстань по суходолу на великому колі (суходільна ортодрома): 13 573 км. Починається на березі біля міста Гринвілл (Ліберія), (5°2′51.59″ пн. ш. 9°7′23.26″ зх. д. / 5.0476639° пн. ш. 9.1231278° зх. д.), перетинає Суецький канал та закінчується на вершині півострова у бл. 100 км на північний схід від Веньчжоу, Китай 28°17′7.68″ пн. ш. 121°38′17.31″ сх. д. / 28.2854667° пн. ш. 121.6381417° сх. д..[23]
- Найдовша безперервна відстань по морю на великому колі (морська ортодрома): Існує декілька можливих шляхів по великих колах, довших за його половину (дистанцію між антиподами), що дорівнює 19 840 км. Деякі приклади таких шляхів:
  - Від південного берега провінції Белуджистан (Пакистан) неподалік Порту Карачі (25°25′ пн. ш. 66°25′ сх. д. / 25.417° пн. ш. 66.417° сх. д.) через Аравійське море, на південний схід через Індійський океан, біля Коморських островів, повз каньйон Намаете, біля берегів ПАР, через південний Атлантичний океан, далі на захід повз мис Горн, потім на північний захід через Тихий океан, біля острова Пасхи, перетнувши точку-антипод, біля острова Амля (Алеутські острови), через південне Берингове море і закінчуючи на північно-східному березі Камчатки, біля Оссори (59°38′ пн. ш. 163°24′ сх. д. / 59.633° пн. ш. 163.400° сх. д.). Довжина цього шляху 32 040 км.[24]
  - З південного берега іранської провінції Хормозган (25°35′ пн. ш. 58°22′ сх. д. / 25.583° пн. ш. 58.367° сх. д.) через Оманську затоку, на південний схід через Аравійське море, повз Австралію та Нову Зеландію, вздовж Антарктичного узбережжя, далі на північний схід через Південний Тихий океан, перетнувши точку-антипод та закінчуючи на південно-західному узбережжі Мексики коло ісп. Ciudad Lázaro Cárdenas (17°57′ пн. ш. 101°57′ зх. д. / 17.950° пн. ш. 101.950° зх. д.). Довжина цього шляху 25 267 км.[25]
  - Від міста Інверкаргілл (46°37′ пд. ш. 168°59′ сх. д. / 46.617° пд. ш. 168.983° сх. д.), Нова Зеландія, повз мис Горн, далі недалеко від берегів Бразилії біля Ресіфі, оминаючи Зелений мис з півночі, перетнувши точку-антипод та закінчуючи на південно-західному узбережжі Ірландії (52°09′ пн. ш. 6°34′ зх. д. / 52.150° пн. ш. 6.567° зх. д.). Довжина цього шляху 20 701 км.[26]